# Eufonins
Els eufonins (Euphoniinae) són una subfamília d'ocells de la família dels fringíl·lids (Fringillidae) que han estat molt temps un grup de controvertida classificació. Són propis de la zona neotropical.
Tradicionalment ubicats als tràupids (Thraupidae) o considerats incertae sedis, la AOU va proposar la inclusió dins els fringíl·lids amb la categoria de subfamília arran els treballs de Yuri et Mindell 2002.
S'han descrit dos gèneres amb 32 espècies.
- Gènere Euphonia, amb 27 espècies.
- Gènere Chlorophonia, amb 5 espècies.